# Šumska narodna milicija
Šumska narodna milicija, bila je posebna grana narodne milicije u Federativnoj Narodnoj Republici Jugoslaviji. Djelovala je od 1948. do 1951. godine u sastavu Narodne milicije. Osnovana je Zakonom o šumskoj narodnoj miliciji od 29. travnja 1948. godine. Ona je bila izvršnim tijelom državne uprave za čuvanje šuma, ali je na šumskom području obavljala i poslove opće policije.

## Ukidanje
Šumska narodna milicija je ukinuta Zakonom o ukidanju Zakona o šumskoj narodnoj miliciji, 3. listopada 1951. godine. Ukidanjem zakona od 1948. godine ova služba postaje ponovo objedinjena i povjerena tijelima određenim Općim zakonom o šumama, koja su i nadalje obavljala poslove čuvanja i sigurnosti šuma.